# Ectopleura integra
Ectopleura integra är en nässeldjursart som först beskrevs av John Fraser 1938.  Ectopleura integra ingår i släktet Ectopleura och familjen Tubulariidae. Inga underarter finns listade i Catalogue of Life.